# مور (نووی پازار)
مور (به صربی: Mur) یک منطقهٔ مسکونی در صربستان است که در نووی پازار واقع شده‌است.